# 酰基叠氮

酰基叠氮的结构

酰基叠氮是一类羧酸衍生物，通式 RCON3。

## 制备
酰氯和叠氮化钠反应，产生酰基叠氮。
它们也可以由叠氮化钠和羧酸在三苯基膦和三氯乙腈催化剂的存在下反应而成。另一条制备路线是醛与叠氮化碘反应，后者由叠氮化钠和一氯化碘在乙腈中形成。

## 用处
酰基叠氮是化学试剂。在库尔提斯重排反应中，酰基叠氮分解成异氰酸酯。
酰基叠氮也用于Darapasky递降反应中。